# Gourlizon
Gourlizon è un comune francese di 888 abitanti situato nel dipartimento del Finistère nella regione della Bretagna.
Diede i natali al pittore Ernest de Chamaillard nel 1862.

## Società

### Evoluzione demografica
Abitanti censiti